# Општина Ла Тринитарија (Чијапас)
Ла Тринитарија (шп. La Trinitaria) општина је у Мексику у савезној држави Чијапас. Општина се налази на надморској висини од 1558 м.

## Становништво
Према подацима из 2010. у општини је живело 72769 становника.

### Хронологија
| Година       | 2000                  | 2005                  | 2010                  |
| ------------ | --------------------- | --------------------- | --------------------- |
| Становништво | 59686 (29094 / 30592) | 60417 (29110 / 31307) | 72769 (35593 / 37176) |

### Попис
| \| \| м \| \| \| ж \| \| 0—2 \| 2.286 \| \| \| 2.282 \| \| 3—5 \| 2.250 \| \| \| 2.188 \| \| 6—11 \| 4.682 \| \| \| 4.627 \| \| 12—14 \| 2.415 \| \| \| 2.466 \| \| 15—17 \| 2.439 \| \| \| 2.583 \| \| 18—24 \| 4.607 \| \| \| 5.353 \| \| 60+ \| 3.350 \| \| \| 3.018 \| \| Просек : \| 27,8 \| \| \| 27,8 \| |       |  |  |       |
| |       |  |  |       |
| | м     |  |  | ж     |
| 0—2 | 2.286 |  |  | 2.282 |
| 3—5 | 2.250 |  |  | 2.188 |
| 6—11 | 4.682 |  |  | 4.627 |
| 12—14 | 2.415 |  |  | 2.466 |
| 15—17 | 2.439 |  |  | 2.583 |
| 18—24 | 4.607 |  |  | 5.353 |
| 60+ | 3.350 |  |  | 3.018 |
| Просек : | 27,8  |  |  | 27,8  |

| #   | Индикатор                                                                                        | Вредност |
| --- | ------------------------------------------------------------------------------------------------ | -------- |
| 1   | Становништво од 0 до 2 године                                                                    | 4568     |
| 2   | Мушко становништво од 0 до 2 године                                                              | 2286     |
| 3   | Женско становништво од 0 до 2 године                                                             | 2282     |
| 4   | Становништво са 3 и више година                                                                  | 68148    |
| 5   | Мушко становништво са 3 и више година                                                            | 33278    |
| 6   | Женско становништво са 3 и више година                                                           | 34870    |
| 7   | Становништво са 5 и више година                                                                  | 65190    |
| 8   | Мушко становништво са 5 и више година                                                            | 31754    |
| 9   | Женско становништво са 5 и више година                                                           | 33436    |
| 10  | Становништво са 12 и више година                                                                 | 54401    |
| 11  | Мушко становништво са 12 и више година                                                           | 26346    |
| 12  | Женско становништво са 12 и више година                                                          | 28055    |
| 13  | Становништво са 15 и више година                                                                 | 49520    |
| 14  | Мушко становништво са 15 и више година                                                           | 23931    |
| 15  | Женско становништво са 15 и више година                                                          | 25589    |
| 16  | Становништво са 18 и више година                                                                 | 44498    |
| 17  | Мушко становништво са 18 и више година                                                           | 21492    |
| 18  | Женско становништво са 18 и више година                                                          | 23006    |
| 19  | Становништво од 3 до 5 година                                                                    | 4438     |
| 20  | Мушко становништво од 3 до 5 година                                                              | 2250     |
| 21  | Женско становништво од 3 до 5 година                                                             | 2188     |
| 22  | Становништво од 6 до 11 година                                                                   | 9309     |
| 23  | Мушко становништво од 6 до 11 година                                                             | 4682     |
| 24  | Женско становништво од 6 до 11 година                                                            | 4627     |
| 25  | Становништво од 8 до 14 година                                                                   | 11129    |
| 26  | Мушко становништво од 8 до 14 година                                                             | 5541     |
| 27  | Женско становништво од 8 до 14 година                                                            | 5588     |
| 28  | Становништво од 12 до 14 година                                                                  | 4881     |
| 29  | Мушко становништво од 12 до 14 година                                                            | 2415     |
| 30  | Женско становништво од 12 до 14 година                                                           | 2466     |
| 31  | Становништво од 15 до 17 година                                                                  | 5022     |
| 32  | Мушко становништво од 15 до 17 година                                                            | 2439     |
| 33  | Женско становништво од 15 до 17 година                                                           | 2583     |
| 34  | Становништво од 18 до 24 године                                                                  | 9960     |
| 35  | Мушко становништво од 18 до 24 године                                                            | 4607     |
| 36  | Женско становништво од 18 до 24 године                                                           | 5353     |
| 37  | Женско становништво од 15 до 49 година                                                           | 20039    |
| 38  | Становништво са 60 и више година                                                                 | 6368     |
| 39  | Мушко становништво са 60 и више година                                                           | 3350     |
| 40  | Женско становништво са 60 и више година                                                          | 3018     |
| 41  | Однос између мушкараца и жена                                                                    | 95.74    |
| 42  | Становништво од нуле до 14 година                                                                | 23196    |
| 43  | Становништво од 15 до 64 године                                                                  | 45135    |
| 44  | Становништво од 65 година и више                                                                 | 4385     |
| 45  | Просечан број деце                                                                               | 2.57     |
| 46  | Становништво рођено у ентитету                                                                   | 69529    |
| 47  | Мушко становништво рођено у ентитету                                                             | 34054    |
| 48  | Женско становништво рођено у ентитету                                                            | 35475    |
| 49  | Становништво рођено у другом ентитету                                                            | 498      |
| 50  | Мушко становништво рођено у другом ентитету                                                      | 249      |
| 51  | Женско становништво рођено у другом ентитету                                                     | 249      |
| 52  | Становништво од 5 година и више резидентно у ентитету у јуну 2005. године                        | 63458    |
| 53  | Мушко становништво старосног доба од 5 година и више, резидентно у ентитету у јуну 2005. године  | 30475    |
| 54  | Женско становништво старосног доба од 5 и више година, резидентно у ентитету у јуну 2005. године | 32983    |
| 55  | Становништво од 5 година и више које је живело у другом ентитету у јуну 2005. године             | 425      |
| 56  | Мушко становништво старије од 5 година које је живело у другом ентитету у јуну 2005. године      | 261      |
| 57  | Женско становништво старије од 5 година које је живело у другом ентитету у јуну 2005. године     | 164      |
| 58  | Становништво од 3 године и више које говори аутохтони језик                                      | 6759     |
| 59  | Мушко становништво старо 3 године и више које говори аутохтони језик                             | 3274     |
| 60  | Женско становништво старо 3 године и више које говори аутохтони језик                            | 3485     |
| 61  | Становништво од 3 године и више које говори аутохтони језик и не говори шпански језик            | 517      |
| 62  | Мушко становништво старо 3 године и више које говори аутохтони језик и не говори шпански         | 163      |
| 63  | Женско становништво старо 3 године и више које говори аутохтони језик и не говори шпански језик  | 354      |
| 64  | Становништво старо 3 године и више које говори аутохтони језик и шпански                         | 6047     |
| 65  | Мушко становништво старо 3 године и више које говори аутохтони језик и шпански                   | 3021     |
| 66  | Женско становништво старо 3 године и више које говори аутохтони језик и шпански                  | 3026     |
| 67  | Становништво од 5 година и више које говори аутохтони језик                                      | 6491     |
| 68  | Становништво од 5 година и више које говори аутохтони језик и не говори шпански језик            | 437      |
| 69  | Становништво од 5 година и више које говори аутохтони језик и говори шпански језик               | 5863     |
| 70  | Становништво у домородачким домаћинствима                                                        | 9252     |
| 71  | Становништво са ограничењима у активностима                                                      | 1520     |
| 72  | Становништво са ограниченим ходањем или кретањем, горе или доле                                  | 695      |
| 73  | Становници са ограничењима вида, чак и уз кориштење сочива                                       | 403      |
| 74  | Становништво са ограничењима говора, комуникације или конверзације                               | 196      |
| 75  | Становништво са ограниченим слухом                                                               | 225      |
| 76  | Становништво са ограничењима при одевању, купању или јелу                                        | 81       |
| 77  | Становништво са ограничењима у опажању или учењу једноставних ствари                             | 70       |
| 78  | Становништво са менталним ограничењима                                                           | 197      |
| 79  | Становништво без ограничења активности                                                           | 71018    |
| 80  | Становништво од 3 до 5 година које не похађа школу                                               | 2012     |
| 81  | Мушко становништво од 3 до 5 година које не похађа школу                                         | 1008     |
| 82  | Женско становништво од 3 до 5 година које не похађа школу                                        | 1004     |
| 83  | Становништво од 6 до 11 година које не похађа школу                                              | 474      |
| 84  | Мушко становништво од 6 до 11 година које не похађа школу                                        | 223      |
| 85  | Женско становништво од 6 до 11 година које не похађа школу                                       | 251      |
| 86  | Становништво од 12 до 14 година које не похађа школу                                             | 1070     |
| 87  | Мушко становништво од 12 до 14 година које не похађа школу                                       | 396      |
| 88  | Женско становништво од 12 до 14 година које не похађа школу                                      | 674      |
| 89  | Становништво од 15 до 17 година похађа школу                                                     | 1974     |
| 90  | Мушко становништво од 15 до 17 година похађа школу                                               | 1086     |
| 91  | Женско становништво између 15 и 17 година живота у школи                                         | 888      |
| 92  | Становништво од 18 до 24 године похађа школу                                                     | 844      |
| 93  | Мушко становништво од 18 до 24 године похађа школу                                               | 465      |
| 94  | Женско становништво од 18 до 24 године похађа школу                                              | 379      |
| 95  | Становништво од 8 до 14 година које не може да чита и пише                                       | 907      |
| 96  | Мушко становништво старосног доба од 8 до 14 година које не може да чита и пише                  | 459      |
| 97  | Женско становништво старосног доби од 8 до 14 година које не може да чита и пише                 | 448      |
| 98  | Становништво од 15 година и више које је неписмено                                               | 8999     |
| 99  | Мушко становништво од 15 година и више које је неписмено                                         | 3286     |
| 100 | Женско становништво од 15 година и више које је неписмено                                        | 5713     |
| 101 | Становништво старо 15 и више година без школовања                                                | 7835     |
| 102 | Мушко становништво старо 15 и више година без школовања                                          | 3038     |
| 103 | Женско становништво старо 15 и више година без школовања                                         | 4797     |
| 104 | Становништво старосног доба 15 и више година са непотпуним основним образовањем                  | 13418    |
| 105 | Мушко становништво старосног доба од 15 година и више са непотпуном основним образовањем         | 6381     |
| 106 | Женско становништво старосног доба 15 и више година са непотпуном основним образовањем           | 7037     |
| 107 | Становништво старо 15 и више година са комплетним основним образовањем                           | 15942    |
| 108 | Мушко становништво старо 15 година и више са комплетним основним образовањем                     | 7701     |
| 109 | Женско становништво старо 15 и више година са комплетним основним образовањем                    | 8241     |
| 110 | Становништво старосног доба 15 и више година са непотпуним средњим образовањем                   | 2001     |
| 111 | Мушко становништво старосног доба од 15 година и више са непотпуним средњим образовањем          | 1136     |
| 112 | Женско становништво старосног доба од 15 година и више са непотпуним средњим образовањем         | 865      |
| 113 | Становништво старо 15 и више година са пуним секундарном образовањем                             | 6865     |
| 114 | Мушко становништво старосног доба од 15 година и више са пуним секундарном образовањем           | 3702     |
| 115 | Женско становништво старосног доба од 15 година и више са пуним секундарном образовањем          | 3163     |
| 116 | Становништво старије од 18 година са постосновним образовањем                                    | 2917     |
| 117 | Мушко становништво старије од 18 година са постосновним образовањем                              | 1693     |
| 118 | Женско становништво старије од 18 година са постосновним образовањем                             | 1224     |
| 119 | Просечна оцена школовања                                                                         | 5.2      |
| 120 | Просечан ниво образовања мушке популације                                                        | 5.55     |
| 121 | Просечан ниво образовања женског становништва                                                    | 4.88     |
| 122 | Економски активно становништво                                                                   | 24256    |
| 123 | Економски активна мушка популација                                                               | 21962    |
| 124 | Економски активна женска популација                                                              | 2294     |
| 125 | Становништво које није економски активно                                                         | 29907    |
| 126 | Мушко становништво које није економски активно                                                   | 4236     |
| 127 | Женско становништво које није економски активно                                                  | 25671    |
| 128 | Запослено становништво                                                                           | 24106    |
| 129 | Запослено мушко становништво                                                                     | 21832    |
| 130 | Запослено женско становништво                                                                    | 2274     |
| 131 | Незапослена популација                                                                           | 150      |
| 132 | Незапослена мушка популација                                                                     | 130      |
| 133 | Незапослена женска популација                                                                    | 20       |
| 134 | Становништво без права на здравствене услуге                                                     | 31961    |
| 135 | Становништво које има право на здравствене услуге                                                | 40698    |
| 136 | Становништво које има право на ИМСС                                                              | 3173     |
| 137 | Становништво које има право на социјално осигурање                                               | 1020     |
| 138 | Становништво које има право на државно социјално осигурање                                       | 178      |
| 139 | Становништво које има право на опште осигурање или здравствено осигурање за нову генерацију      | 36936    |
| 140 | Становништво које је било једном или није било у браку током 12 година и више                    | 17329    |
| 141 | Венчано или уједињено становништво од 12 година и више                                           | 32910    |
| 142 | Становништво које је било у браку или уједињено 12 година и више                                 | 4138     |
| 143 | Становништво са католичком религијом                                                             | 47027    |
| 144 | Протестанти, еванђелисти и библијски следбеници различити од еванђелиста                         | 16169    |
| 145 | Становништво са другим религијама различитим од претходних                                       | 29       |
| 146 | Становништво без религије                                                                        | 8502     |
| 147 | Укупно пописаних домаћинства                                                                     | 16723    |
| 148 | Пописна домаћинства на челу са мушкарцима                                                        | 14431    |
| 149 | Пописна домаћинства на челу са женама                                                            | 2292     |
| 150 | Становништво у пописним домаћинствима                                                            | 72655    |
| 151 | Становништво у пописним домаћинствима на челу са мушкарцима                                      | 64686    |
| 152 | Становништво у пописним домаћинствима на челу са женама                                          | 7969     |
| 153 | Укупно домаћинстава                                                                              | 19899    |
| 154 | Укупно насељених домаћинстава                                                                    | 16739    |
| 155 | Укупно приватних кућа                                                                            | 19883    |
| 156 | Насељени приватни домови                                                                         | 16723    |
| 157 | Укупно насељених приватних кућа                                                                  | 16738    |
| 158 | Ненасељене приватне куће                                                                         | 2172     |
| 159 | Појединачна домаћинства за привремену употребу                                                   | 988      |
| 160 | Становници у насељеним приватним кућама                                                          | 72655    |
| 161 | Насељеност станара у приватним становима                                                         | 4.34     |
| 162 | Просечно становника по соби у приватним насељеним домаћинствима                                  | 1.28     |
| 163 | Појединачна домаћинства са подовима од различитих материјала од земље                            | 14031    |
| 164 | Појединачна домаћинства у приземљу                                                               | 2650     |
| 165 | Појединачна домаћинства са једном спаваћом собом                                                 | 7085     |
| 166 | Појединачна домаћинства са две спаваће собе и више                                               | 9617     |
| 167 | Појединачна домаћинства са једним собом                                                          | 682      |
| 168 | Појединачна домаћинства са две собе                                                              | 4003     |
| 169 | Појединачна домаћинства са 3 собе и више                                                         | 11999    |
| 170 | Појединачна домаћинства која имају електрично светло                                             | 16343    |
| 171 | Појединачна домаћинства која немају електрично светло                                            | 354      |
| 172 | Појединачна домаћинства која имају водоводну воду у стамбеном простору                           | 12629    |
| 173 | Појединачна домаћинства која немају водоводну воду у стамбеном простору                          | 4068     |
| 174 | Појединачна домаћинства која имају тоалет                                                        | 16343    |
| 175 | Појединачна домаћинства која имају канализацију                                                  | 11493    |
| 176 | Појединачна домаћинства која немају канализацију                                                 | 5048     |
| 177 | Појединачна домаћинства која имају електрично светло, довод воде из јавне мреже и канализацију   | 9419     |
| 178 | Појединачна домаћинства без икаквих услова                                                       | 1319     |
| 179 | Појединачна домаћинства која имају радио                                                         | 12874    |
| 180 | Појединачна домаћинства која имају телевизор                                                     | 13465    |
| 181 | Појединачна домаћинства која имају фрижидер                                                      | 9194     |
| 182 | Појединачна домаћинства која имају машину за веш                                                 | 5277     |
| 183 | Појединачна домаћинства која имају аутомобил или комби                                           | 3870     |
| 184 | Појединачна домаћинства која имају рачунар                                                       | 586      |
| 185 | Појединачна домаћинства која имају фиксну телефонску линију                                      | 3064     |
| 186 | Појединачна домаћинства која имају мобилни телефон                                               | 4411     |
| 187 | Појединачна домаћинства која имају приступ интернету                                             | 184      |